# Swinging on a Star
Swinging on a Star ist ein Lied, das im Jahr 1944 von Jimmy Van Heusen komponiert wurde. Der Text stammt von Johnny Burke. In der von Bing Crosby gesungenen Version wurde es in dem Film Der Weg zum Glück als Filmlied verwendet. Bei der Oscarverleihung 1945 wurde das Lied mit einem Oscar in der Kategorie Bester Song ausgezeichnet.
Die Version von Bing Crosby wurde ein Nummer-eins-Hit in den Vereinigten Staaten.
Das Lied wurde vielfach gecovert, unter anderem von Frank Sinatra, Graham Bonney und den The Rattles. Die wohl kommerziell erfolgreichste Coverversion stammte 1963 von Big Dee Irwin & Little Eva, die in England auf Platz 4 der Singlecharts kam. Auch die französische Version "A Toi De Choisir" mit Richard Anthony war ab 1964 sehr erfolgreich in Europa. Auf der Version von Big Dee Irwin und Little Eva beruhte auch eine Version, die ab 1987 als Titelmelodie der TV-Serie Mein Vater ist ein Außerirdischer Verwendung fand. 
Der Diskograf Tom Lord listet im Bereich des Jazz 72 Versionen des Lieds, u. a. bereits 1944 von J. Lawrence Cook, Freddie Slack, Kay Kyser, Jan Savitt, Jimmy Dorsey, Gene Krupa, Woody Herman, Glenn Miller, Tony Pastor und in Europa von Eddie Brunner; in späteren Jahren wurde das Lied auch von Rosemary Clooney, Dick Hyman/Roger Kellaway, Dave McKenna, Ruby Braff, Oliver Jones und der Dutch Swing College Band gecovert.